# Печенга (смт)

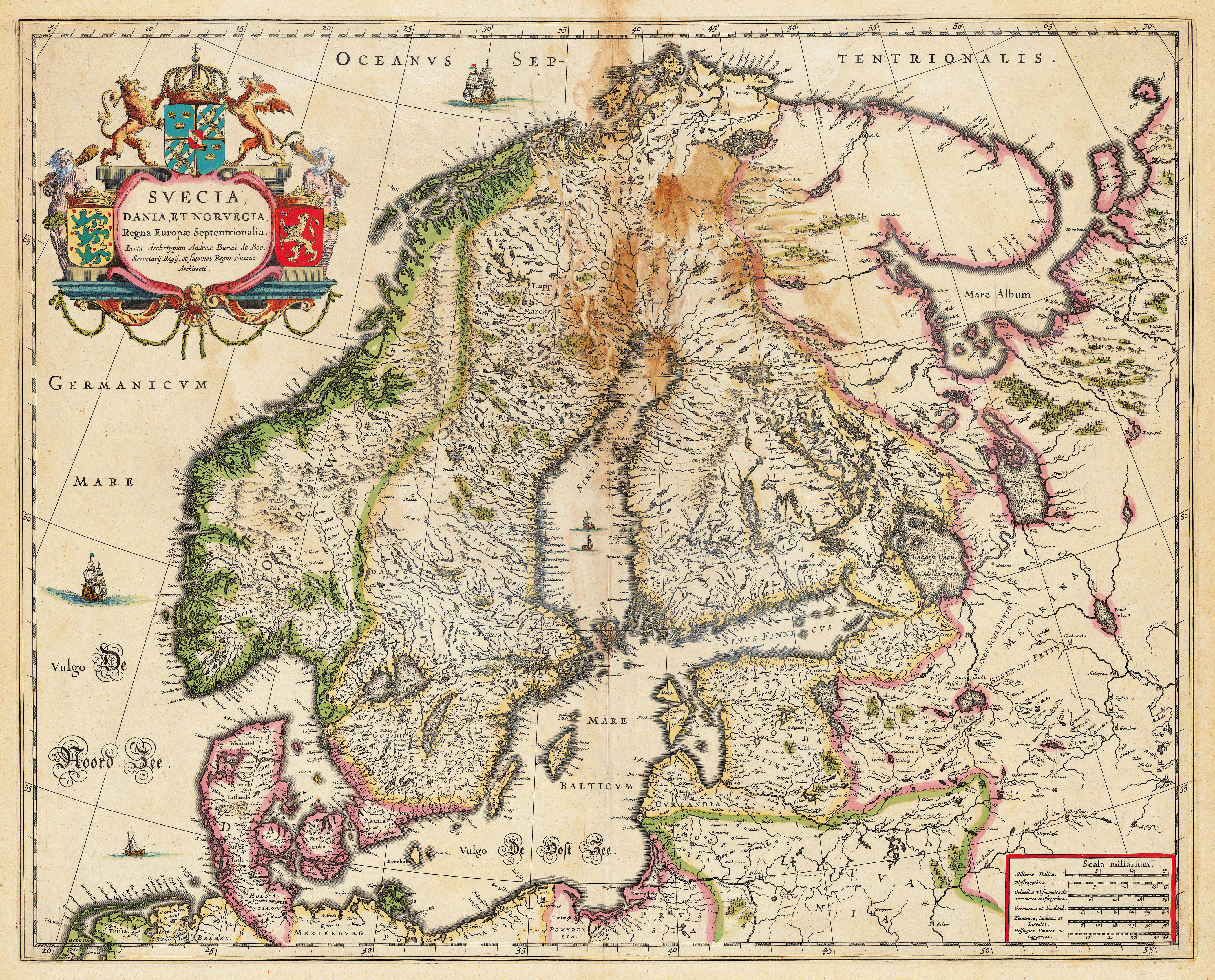
Печенга (Petzinka A.) на карті 1667 а «Svecia, Dania et Norvegia»

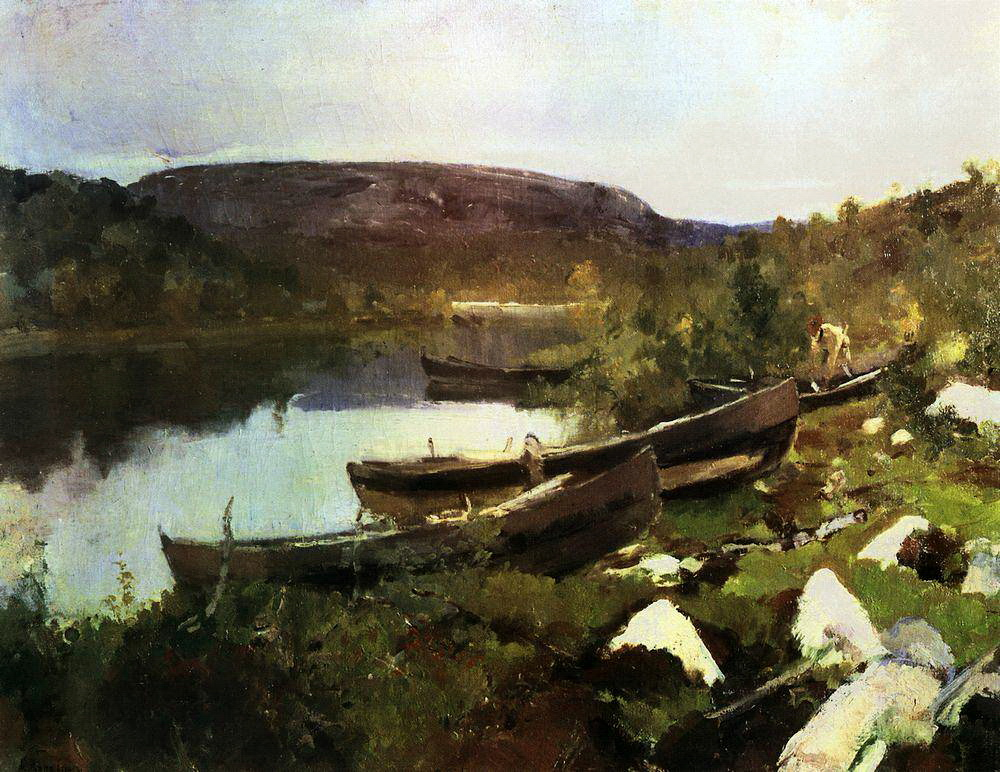
Картина К. О. Коровіна «Струмок Святого Трифона. Печенга», 1894 рік

Пе́ченга (у 1920–1944 Петсамо, фін. Petsamo) — селище міського типу в Печензькому районі Мурманської області. Входить в однойменне міське поселення. Лежить на річці Печенга, за 100 км на північний захід від Мурманська, неподалік від Печензької губи Баренцового моря.
Населення селища — 2910 осіб (2010 рік). На відміну від району, офіційних символів у селища немає.

## Історія

### Рання історія
У районі Печенга жили саами.
У Росії Печенга стала відома після того, як в 1532 — 1533 роках, з благословення Новгородського архієпископа Макарія, преподобний Трифон Печензький побудував православний храм і заснував на річці Печензі монастир в ім'я Святої Трійці, для навернення місцевих жителів у православну віру. Через півстоліття, у 1589 році шведи зруйнували монастир. Потім, за указом царя Федора Іоанновича, монастир перенесли за річку Колу «проти острогу на острові». А на місці зруйнованого монастиря побудували церкву імені преподобного Трифона, страны северныя просветителя, Печенгского чудотворца, а над могилою святого — храм Стрітення Господнього. 1764 у монастир був закритий, в 1885 у відновлений «для протидії пропаганді католиків, лютеран та розкольників і для поширення православ'я серед лопарів».
Селище входило спершу до складу Архангелогородської губернії, а пізніше — Архангельського краю (губернії).
Під час першої світової війни порт Ліїнахамарі неподалік мав велике значення для економіки Фінляндського князівства та Росії через німецьку загрозу на Балтійському морі.

### У складі Фінляндії
За підписаним в 1920 році Тартуським мирним договором, по завершенні першої радянсько-фінської війни (1918—1920) район навколо Печенги відходив до Фінляндії. В 1921 році у районі були знайдені родовища нікелю, у 1934 оцінені в п'ять мільйонів тонн. У 1935 році почався видобуток нікелю французькими і канадськими компаніями. Це мало важливе значення для економіки Фінляндії.
У 1931 закінчено будівництво дороги між Печенгою і містом Соданкюля, розпочате в 1916. Це привернуло в район Печенги туристів, оскільки тут був єдиний на той час фінський порт на Баренцовому морі, до якого можна було добратися на автомобілі.

#### Радянсько-фінська війна 1939—1940
Під час радянсько-фінської війни 1939—1940 СРСР зайняв район Печенги, проте після закінчення війни повернув його Фінляндії, за винятком західної частини півострова Рибачого. Згідно з деякими точкам зору, це було зроблено через можливі ускладнення з урядами країн, які вели видобувну діяльність в районі (концесію на рудник мав англо-канадський нікелевий трест); за іншою версією, у результаті війни СРСР придбав лише невеликі території, в основному необхідні для захисту від вторгнення.

### Друга світова війна
Починаючи з 1941, Печенга використовувалася німецькими військами та їх фінськими союзниками для атак на Мурманськ. Внаслідок Петсамо-Кіркенеської операції (1944) Печенгу зайняла Червона армія, а потім, на підставі угоди про перемир'я, 19 вересня 1944 року селище увійшло до складу Мурманської області РРФСР.

### Повоєнна та сучасна Печенга
Указом Президії Верховної Ради РРФСР від 27 листопада 1945 Печенга була віднесена до категорії робочих селищ.
Після війни видобуток корисних копалин в районі розширили, що негативно позначилося на довкіллі. Безпосередньо селище Печенга за радянських часів розвивалося навколо військових частин і переважно управлялося військовиками.
У 1990—2000-ні роки Печенга і прилеглі селища, де є військові частини, прийшли в занепад. У них існують проблеми з забезпеченням комунальними послугами.
Владу в селищі нещодавно передано цивільним структурам, проте велика частина житла і побутових об'єктів досі належить військовим.

## Уродженці
- Майла Нурмі (1921—2008) — культова кіноактриса фільмів жахів
- Ваколюк Володимир Павлович — солдат Збройних сил України, учасник російсько-української війни 2014—2017.

## Населення

### Чисельність населення
| Рік         | 1959 | 1970 | 1979 | 1989 | 2002 | 2010 |
| ----------- | ---- | ---- | ---- | ---- | ---- | ---- |
| Чисельність | 3458 | 2576 | 2084 | 2671 | 2959 | 2910 |

## Транспорт і промисловість
- Працює ТОВ нафтова компанія «Севнефть».

## Інші установи
- МОУ «Середня загальноосвітня школа № 5»
- Будинок офіцерів Печензького гарнізону
- Військові частини номер 28833, 28984, 55491, 08275, 01480, 32205
- Федеральне державне медичне установа Міноборони РФ «Військовий шпиталь — військова частина 28546»
- Дочірнє унітарне підприємство «360 Відділ торгівлі» Федерального державного підприємства Управління торгівлі Північного Флоту Міноборони РФ
- Трифонов-Печензький чоловічий монастир Мурманської і Мончегорської Єпархії РПЦ